# 회복 (2009년 영화)
"회복"은 이스라엘의 메시아닉 유대교를 대상으로 만든 기독교  다큐멘터리 영화이다. 
"회복"의 기획 의도는 메시아를 기다리는 유대인들에게 크리스트교의 메시아인 예수 그리스도의 복음이 받아들여져서 이스라엘이 '회복'이 된다는 것이다. 과격파 유대교 청년단체가 보낸 폭탄소포 사건으로 피해를 입은 ‘아미 오르티즈’ 사건, 팔레스타인인 거주지역인 가자지구에서 기독교도인 팔레스타인인이 이슬람교도의 집단폭행으로 사망에 이른 ‘라미 아야드’ 사건 등을 취재하여 이스라엘의 기독교인과 유대인 간의 관계와 기독교적 관점에서 보는 이스라엘 역사를 담은 다큐멘터리 영화이다.
모나코국제영화제에서 그랑프리상을 받았다. 영화의 감독은 방송작가 김종철이다. 그리고 나레이션은 감독과 가수 박지윤이 맡았다.

## 출연

### 주연
- 박지윤

## 기타
- 프로듀서: 김성권
- 조명: 박현원
- 조명: 이승원
- 조연출: 김영
- 동시녹음: 이상욱
- 음악지원: 김지형
- 음악지원: 은주 그레이스 박
- 음악지원: 시와그림
- 음악지원: 김정석
- 음악지원: 조영준
- 음악지원: 헤리티지
- 음악지원: 이성 카피케어코리아
- 편집보: 서문성
- 디지털처리부문: 서문성
- 디지털처리부문: 박종우
- 디지털처리부문: 김관명
- 디지털처리부문: 엄태식
- 디지털처리부문: 최정곤
- 마케팅부문: 홍성규
- 마케팅부문: 박승일
- 마케팅부문: 박경환
- 마케팅부문: 홍수영
- 마케팅부문: 배수홍
- 삽화: 김원만
- 시각효과부문: 김남식
- 시각효과부문: 김상택
- 시각효과부문: 문진영
- 시각효과부문: 김태용
- 시각효과부문: 정재훈
- 시각효과부문: 신창우
- 시각효과부문: 임현정
- 동시녹음팀: 이승철
- 동시녹음팀: 한명환
- 동시녹음팀: 백여진
- 동시녹음팀: 송윤재
- 동시녹음팀: 정지영
- 동시녹음팀: 남지은
- 동시녹음팀: 백여진
- 크레인: 로이 아라마
- 크레인: 오데드 레비츠키
- 포스터: 이동욱
- 해외촬영부문: 윤순현
- 해외촬영부문: 강태윤
- 해외촬영부문: 홍창일
- 해외촬영부문: 요엘 웨인버그
- 해외촬영부문: 요아브 아론
- 홈페이지: 박금연
- 홈페이지: 천용호
- 홈페이지: 권혁